# Bercenay-en-Othe
Bercenay-en-Othe ist eine französische Gemeinde mit 419 Einwohnern (Stand 1. Januar 2022) im Département Aube in der Region Grand Est (vor 2016 Champagne-Ardenne). Sie gehört zum Kanton Aix-Villemaur-Pâlis im Arrondissement Troyes. Die Einwohner werden Dagnelles genannt.

## Geographie
Bercenay-en-Othe liegt etwa 18 Kilometer südwestlich von Troyes am Flüsschen Ancre. 
Nachbargemeinden sind Vauchassis im Norden und Osten, Maraye-en-Othe im Süden und Südwesten sowie Chennegy im Westen und Nordwesten.

## Bevölkerungsentwicklung
| Jahr                       | 1962 | 1968 | 1975 | 1982 | 1990 | 1999 | 2006 | 2011 | 2019 |
| -------------------------- | ---- | ---- | ---- | ---- | ---- | ---- | ---- | ---- | ---- |
| Einwohner                  | 272  | 232  | 206  | 329  | 420  | 380  | 363  | 442  | 447  |
| Quellen: Cassini und INSEE |      |      |      |      |      |      |      |      |      |

## Sehenswürdigkeiten
- Kirche Saint-Antoine, 1883 erbaut

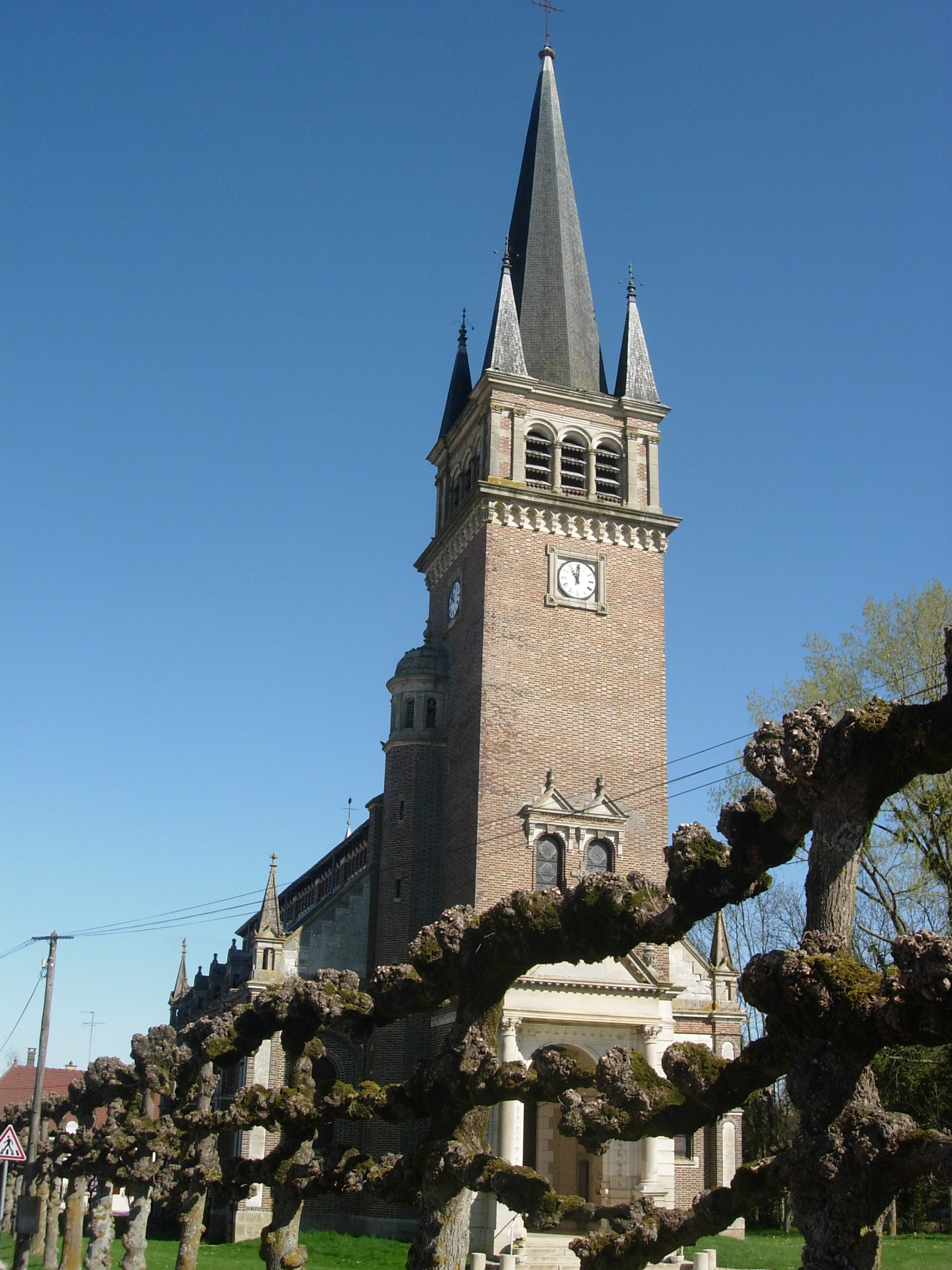
Kirche Saint-Antoine

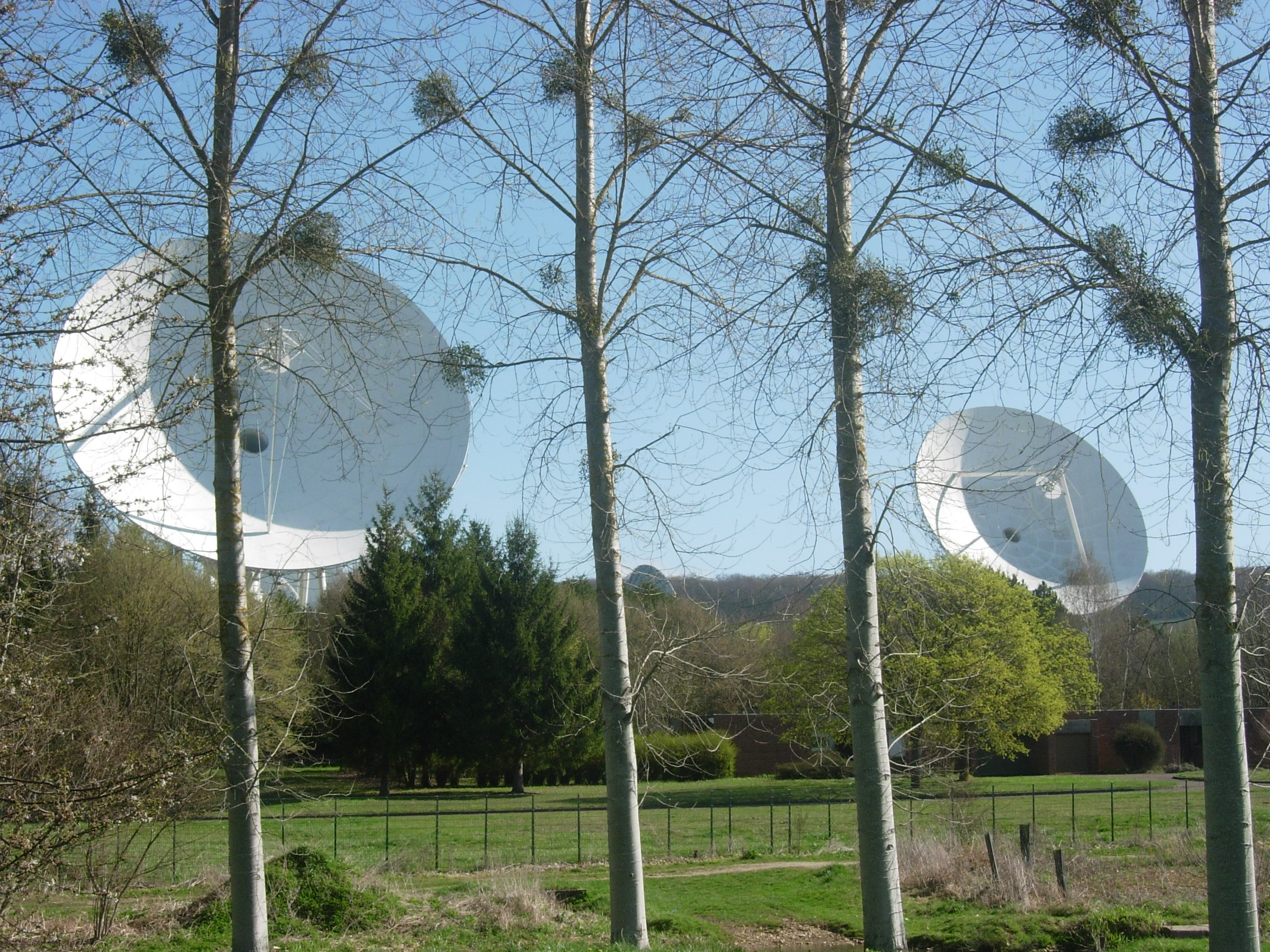
Zwei Parabolantennen der Erdfunkanlage

- Die größte Satelliten-Station Europas, 1978 errichtet[1]